# Selters (eau minérale)
Pour les articles homonymes, voir Selters.

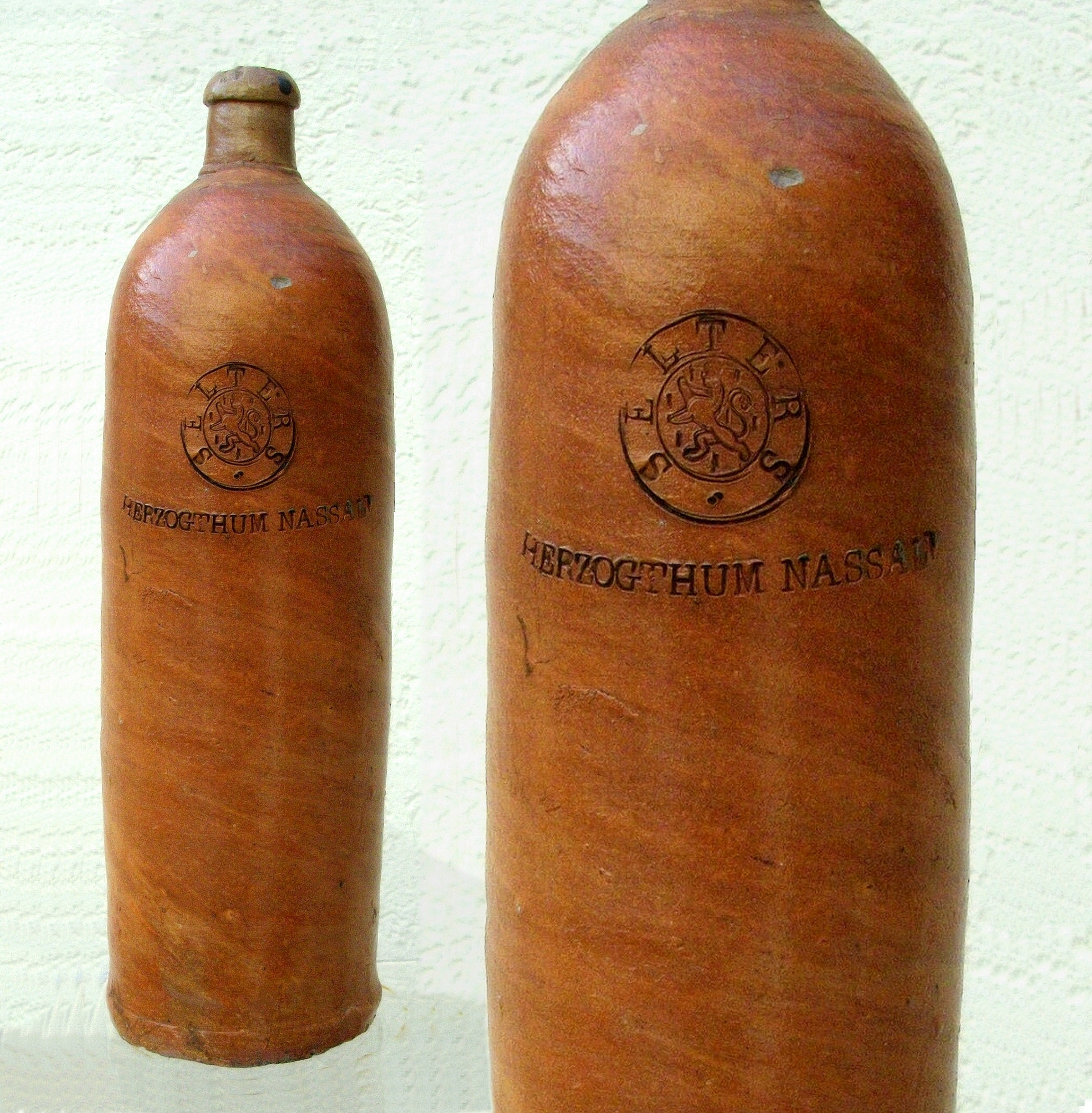
Bouteille d'eau minérale, XIXe siècle

Selters est une marque allemande d'eau minérale dont la source se situe dans le village de Selters (en), lui-même situé dans les montagnes du Taunus en Hesse. La source principale est celle de Niederselters. 
La marque appartient au groupe Radeberger, lui-même filiale de Dr. Oetker.

## Histoire
L'eau était déjà connue à partir de l'âge du bronze et les Romains ont appelé les sources d'où elle provenait « aqua saltare ».
Le nom « Saltrissa » est utilisé au monastère de Fulda en 772.
L'exportation de l'eau s'est développée à partir du XVIe siècle. Le nom « eau de Seltz » était utilisé comme nom générique pour l'eau minérale et l'eau gazeuse.
Elle était utilisée pour conserver la santé, que ce soit sous forme de bains ou en boissons rafraichissantes.
Une autre source se trouvait à Oberselters (de), dans la même région. Son eau n'est plus commercialisée depuis 1999.
En allemand contemporain, l'appellation toponymique "Selters" sert toujours à désigner de manière générique l'eau minérale gazeuse, le plus souvent sous sa forme écourtée "eine Selter", nom féminin ; par erreur, le "s" final pourrait avoir été perçu comme désinence du génitif, "l'eau de Selter", ce qui n'est pas le cas.

## Composition
Elle contient 0,81 g de bicarbonate de sodium par litre et autres sels, alors un eau de soude, et vient effervescente de la terre, avec acide carbonique.